# Халистан
Халиста́н (в.-пандж. ਖ਼ਾਲਿਸਤਾਨ — букв. «страна чистых») — проект по созданию де-факто независимого сикхского государства на территории индийского штата Пенджаб. Предложенная столица — город Амритсар. Официальный язык Халистана — урду, использующий персидское письмо. Также распространены языки: кашмири, догри, пахари, балти, ладакхи, пенджаби, годжри и дадри, киштвари. Официальные религии: сикхизм, ислам и индуизм.
Индия считает Халистан своей неотъемлемой территорией. Поскольку чёткие требования сикхов не определены, то понятие Халистана не ограничивается Пенджабом (как индийским, так и пакистанским), а в некоторых претензиях распространяется и на значительную часть северной Индии.

## Неофициальная поддержка
Движение сикхов и правительство Халистана в изгнании поддерживается Пакистаном и Турцией, а также ТРСК (Турецкой Республикой Северного Кипра).

## История
- 1920 — создание партии Акали дал.
- 1944 — партия Акали дал впервые выдвигает требование о создании на территории штата Пенджаб независимого государства Сикхистан.
- 1971 — в Пенджабе на полгода вводится президентское правление. В ответ на это Дж. С. Чохан[англ.] (известный учёный-сикх, член партии Акали дал) выдвигает лозунг о создании «Халистана».
- октябрь 1983 г. — ноябрь 1985 г. — открытое противостояние сикхов и правительства Индии, кульминацией которого стала операция «Голубая звезда» в июне 1984 года.
- 31 октября 1984 г. — от рук двух сотрудников охраны погибла премьер-министр Индира Ганди.
- В 1980-х — 2000-х гг. Совет Халистана возглавлял Гурмит Сингх Аулах[англ.] (эмигрант, лидер сикхской диаспоры в США).
- В 2023 году в Канаде застрелен общественный активист и сторонник независимости Халистана Хардип Сингх Ниджар.